# احمدعلی محققی
احمدعلی محققی( درگذشته اردیبهشت ۱۳۸۸ در تهران) سپهبد نیروی زمینی شاهنشاهی و آخرین فرمانده ژاندارمری ایران در دوره پهلوی و اولین سرپرست  ژاندارمری پس از انقلاب ۱۳۵۷ ایران  به دستور مهدی بازرگان بود (  ۲۳ بهمن ۱۳۵۷ - ۲۵ بهمن ۱۳۵۷).
محققی از امضا کنندگان اعلامیه بی‌طرفی ارتش در ۲۲ بهمن ۱۳۵۷ بود.

## فعالیت‌های نظامی
محققی فعالیت‌های نظامی خود را در نیروی زمینی ارتش آغاز کرد. وی فرماندهی نظامی گروهی اعزامی از تهران در واقعه سیاهکل را برعهده داشت.</ref> او همچنین مدتی در اطلاعات ژاندارمری (رکن ۲) فعال بود و در زمان ریاست تیمسار عباس قره‌باغی بر ژاندارمری به عنوان جانشین وی خدمت می‌کرد. پس از انتصاب عباس قره‌باغی به مقام وزیر کشور در کابینه ارتشبد غلامرضا ازهاری به پیشنهاد قره باغی، محققی فرمانده ژاندارمری کل کشور شد. او بعد از انقلاب برای مدتی کوتاهی مسوولیت ژاندارمری را در دولت موقت مهدی بازرگان بر عهده داشت.
او در مقام ریاست ژاندارمری کل کشور از شرکت کنندگان در جلسه امرا در روز ۲۲ بهمن ۱۳۵۷ و امضاء کنندگان اعلامیه بی‌طرفی ارتش بود.
تیمسار محققی بعد از کناره‌گیری از ریاست ژاندارمری به آمریکا رفته و در سال ۱۳۸۴ به ایران بر می‌گردد. او در اردیبهشت ۱۳۸۸ فوت کرد.
از خویشاوندان سرشناس او می‌توان به ایرج مصداقی اشاره کرد؛ که خواهرزاده وی می‌باشد. همچنین فریدون سحابی باجناغ برادر وی بود.
| مناصب نظامی         | مناصب نظامی                                                     | مناصب نظامی         |
| ------------------- | --------------------------------------------------------------- | ------------------- |
| پیشین: عباس قره‌باغی | فرمانده ژاندارمری شاهنشاهی ایران شهریور ۱۳۵۷–۲۲بهمن ۱۳۵۷        | انقلاب ۱۳۵۷         |
| عنوان جدید          | فرمانده ژاندارمری جمهوری اسلامی ایران ۲۲ بهمن ۱۳۵۷–۲۵ بهمن ۱۳۵۷ | پسین: عزت‌الله ممتاز |